# Krty
Krty là một làng thuộc huyện Rakovník, vùng Středočeský, Cộng hòa Séc.